# NGC 4188
NGC 4188 је спирална галаксија у сазвежђу Гавран која се налази на NGC листи објеката дубоког неба.
Деклинација објекта је - 12° 35' 10" а ректасцензија 12h 14m 7,4s. Привидна величина (магнитуда) објекта NGC 4188 износи 13,7 а фотографска магнитуда 14,5. NGC 4188 је још познат и под ознакама MCG -2-31-23, IRAS 12115-1218, PGC 39059.